# Jaguar Mark VIII
La Mark VIII è una autovettura di lusso prodotta dalla Jaguar dal 1956 al 1958. Venne presentata al salone dell'automobile di Londra del 1956 e fu commercializzata in un'unica versione, berlina quattro porte.

## Il corpo vettura
La Mark VIII condivideva il passo di 3.048 mm con il modello predecessore, cioè la Jaguar Mark VII, a cui assomigliava anche esteriormente. Comunque, le finiture interne erano più lussuose di quelle che si trovavano sulla Mark VII. La Mark VIII possedeva dei tratti distintivi che la differenziavano dal modello citato, come la calandra, che venne modificata, i fanali posteriori più grandi ed una banda cromata sotto la linea di cintura che permetteva alla Jaguar di offrire una verniciatura a due colori. Inoltre, la nuova vettura aveva passaruota posteriori con carenature parzialmente tagliate per mostrare parte della ruota, ed un parabrezza curvo in un solo pezzo, mentre la precedente Mark VII montava un parabrezza in due pezzi piani di vetro.

## Il motore e la trasmissione
La Mark VIII ereditò dal modello predecessore il motore a sei cilindri in linea da 3.442 cm³ di cilindrata, che condivise anche con la XK140, commercializzata due anni prima. L'alimentazione era assicurata da due carburatori SU, mentre la trasmissione era formata da un cambio manuale a quattro rapporti. La potenza massima erogata dal propulsore venne aumentata, rispetto a quella sviluppata dalla vettura antenata, a 210 CV. Ciò consentiva alla Mark VIII di raggiungere la velocità massima di 170 km/h, che era un valore notevole considerando la mole dell'auto. Erano offerti come optional un cambio automatico Borg-Warner a tre rapporti oppure l'overdrive.

## La commercializzazione
Dopo due anni di produzione e 6.227 esemplari fabbricati, la Mark VIII fu sostituita dalla Mark IX.

## La Mark VIII nei media
Un esemplare verde della Mark VIII ebbe un ruolo di primo piano nel film La donna che visse due volte, di Alfred Hitchcock.